# Anthony Hanshaw
Anthony Hanshaw (ur. 28 marca 1978) – amerykański bokser, amatorski mistrz Stanów Zjednoczonych z 2000 roku oraz zwycięzca turnieju Golden Gloves z roku 1998.

## Kariera amatorska
W 1998 zwyciężył w prestiżowym turnieju Golden Gloves, wygrywając w kategorii półśredniej. W finale turnieju pokonał Roberta Eagle'a. W 1999 doszedł do finału Golden Gloves w kategorii lekkośredniej. W finale przegrał z Jermainem Taylorem. W 2000 roku był mistrzem Stanów Zjednoczonych w kategorii lekkośredniej.
W 1997 i 1999 uczestniczył w mistrzostwach świata. Oba udziały zakończył na pierwszych walkach.

## Kariera zawodowa
Hanshaw na zawodowych ringach zadebiutował 16 czerwca 2000 w Las Vegas a jego przeciwnikiem był Richard Bingham (1-1-0, 1 KO), wygrywając z rodakiem przez techniczny nokaut w pierwszej rundzie. W pierwszym dwudziestu zwycięskich pojedynkach walczył z takimi przeciwnikami jak: Jeffrey Brownfield (7-1-0, 3 KO), Kingsley Ikeke (14-0-0, 8 KO), Dana Rucker (13-3-0, 9 KO), Esteban Camou (19-1-0, 16 KO) czy Lafarrell Bunting (16-1-1, 16 KO).
Pierwszej porażki doznał 14 lipca 2007 w Missisipi przez jednogłośną decyzję sędziów z Royem Jonesem Jr. (50-4-0, 38 KO) w walce w której stawką był pas mistrzowski IBC w wadze półciężkiej.
Powrócił 2 maja 2008 w kalifornijskim Santa Ynez ulegając przez techniczny nokaut w piątej rundzie rodakowi Andre Dirrellowi (14-0-0, 9 KO).
Ostatni zawodowy pojedynek stoczył 27 lipca 2013 w San Antonio, przegrywając przez techniczny nokaut w trzeciej rundzie z Anthonym Dirrellem (25-0-0, 21 KO). Karierę zakończył z rekordem: 23 zwycięstw, 4 porażek, 2 remisy oraz 2 nieodbyte w 29 walkach.